# Dun & Bradstreet
Dun & Bradstreet es una compañía estadounidense dedicada al suministro de información comercial, riesgo y financiera de empresas. Fundada en 1841, fue la primera empresa en el mundo en dedicarse a tal actividad. En la actualidad, y a través de su red mundial, cuenta con información de más de 526 millones de empresas de todo el mundo.
La empresa es además conocida por haber creado el D-U-N-S Number (Data Universal Numbering System), el primer sistema numérico de identificación empresarial en el mundo, hoy en día el único estándar internacional y es aceptado por algunos gobiernos y organismos internacionales, tales como los Estados Unidos o la ONU.

## Historia
Se fundó en 1841 con la creación de una empresa llamada “Mercantile Agency“, cuyo cometido era suministrar a comerciantes información sobre sus clientes, la mayoría granjeros, basada en una red de corresponsales de confianza. Esta empresa fue la primera en la historia constituida con el único fin de suministrar información de crédito.
En 1933 se fusionó con un competidor cambiando de nombre por el actual Dun&Bradstreet. Desde entonces la empresa ha sido pionera en el tratamiento informático y ha estado a la cabeza de muchos de los avances habidos en el campo de las Tecnologías de la Información durante el siglo XX.
En 2004 Informa, compañía perteneciente al Grupo CESCE, compra el negocio de Dun & Bradstreet en España y Portugal pasando a denominarse Informa D&B.
Empresas como Moody's o AC Nielsen han pertenecido en algún momento a Dun & Bradstreet.